# 英法海底隧道安全管理局
英法海底隧道安全管理局（CTSA）是一個負責英法海底隧道安全的國際監管機構。
CTSA设立了坎特伯雷條約。它向政府委員會提供安全事宜的諮詢意見，並確保海峽隧道的安全規則符合現行的安全法規。
CTSA有五个来自法国的成员及五个来自英国的成员；领导每年会进行交替。
安全规则改变后将允许欧洲之星使用德国制造的西门子Velaro列车、法國政府代表駁回了此建议，并以其他车辆替代。